# IC 1185
IC 1185 је спирална галаксија у сазвјежђу Херкул која се налази на листи објеката дубоког неба у Индекс каталогу.
Деклинација објекта је + 17° 43' 2" а ректасцензија 16h 5m 44,6s. Привидна величина (магнитуда) објекта IC 1185 износи 14,3 а фотографска магнитуда 15,1. IC 1185 је још познат и под ознакама MCG 3-41-110, CGCG 108-134, NPM1G +17.0585, DRCG 34-59, PGC 57096.